# Шаликов, Семён Осипович
Семён Осипович Шаликов (1808—1863) — генерал-майор, участник Кавказских походов.
Родился в 1808 году (по другим данным в 1811 году). В военную службу вступил в 1828 году рядовым в пехоту Отдельного Кавказского корпуса. Служил в Грузинском гренадерском полку.
В 1828—1829 годах принимал участие в русско-турецкой войне на Кавказе, был награждён знаком отличия Военного ордена Святого Георгия. 18 марта 1830 года произведён в первый офицерский чин.
За отличия во время Кавказских походов Шаликов был награждён орденами св. Анны 3-й степени с бантом (в 1848 году), св. Владимира 4-й степени с бантом (в 1848 году) и св. Анны 2-й степени (в 1851 году, императорская корона к этому ордену пожалована в 1853 году). В 1851 году получил чин подполковника. 1 февраля 1852 года Шаликов за беспорочную выслугу 25 лет в офицерских чинах был награждён орденом св. Георгия 4-й степени (№ 8916 по кавалерскому списку Григоровича — Степанова).
В 1853 году князь Шаликов произведён в полковники. Принимал участие в Восточной войне. В 1856 году назначен командиром Рязанского пехотного полка. За отличия был награждён орденом св. Станислава 2-й степени с императорской короной (в 1857 году).
В 1858 году Шаликов был назначен начальником правого фланга Лезгинской кордонной линии, 9 июня 1858 года за отличие в сражении с горцами был награждён золотой драгунской саблей с надписью «За храбрость».
25 июля 1859 года произведён в генерал-майоры и в 1860 году назначен военным начальником Верхнего Дагестана. В 1861 году получил орден св. Владимира 3-й степени с мечами.
Погиб в 1863 году в Закаталах во время стычки с лезгинами. Похоронен в церкви села Веджини (Гурджаанский район, Грузия).
Его братья также служили в Кавказских войсках и были кавалерами ордена св. Георгия 4-й степени, Иван был генерал-майором, Николай — майором.